# 哈羅德·馬特森
哈羅德·馬特森（英語：Harold Matson，1898年2月26日—1988年1月5日）是一名美國文學經紀人，也是哈羅德·馬特森公司的創始人。他的客戶包括伊夫林·沃、C·S·福雷斯特、阿瑟·庫斯勒、馬爾科姆·勞瑞、威廉·薩羅揚、艾倫·德魯、羅伯特·魯克、赫爾曼·沃克、埃文·S·康奈爾、弗蘭納里·奧康納和理查德·康頓。

## 早年生活
馬特森出生於密西根州大急流城，並在加利福尼亞州舊金山長大。

## 職業生涯
《紐約時報》稱馬特森為「圖書出版界最具影響力的人物之一」。羅伯特·魯克的小說《Something of Value》平裝本版權以10.6萬美元售出，創下了當時的紀錄。魯克去世後，將他的勞斯萊斯汽車留給了馬特森。

## 外部連結
- Finding aid to Harold Matson Company Inc. records at Columbia University. Rare Book & Manuscript Library. （页面存档备份，存于）